# Sochinsogonia philippina
Sochinsogonia philippina är en insektsart som beskrevs av Walker 1851. Sochinsogonia philippina ingår i släktet Sochinsogonia och familjen dvärgstritar. Inga underarter finns listade i Catalogue of Life.